# Примирие от Тангу
Примирието от Тангу (на японски: 塘沽協定, на китайски: 塘沽協定) е примирие, сключено на 21 май 1933 година между Япония и Китай.
Споразумението е подписано в Тангу, квартал на Тиендзин, и слага край на необявената война между двете страни, последвала Японската интервенция в Манджурия. Ангажирано с тежка гражданска война, китайското правителство е принудено да приеме почти всички искания на японците, включително признаване на марионетната държава Манджоу-Го и създаване на демилитаризирана зона между нейните граници и Пекин. Примирието поставя началото на кратък период на относително мирни отношения между двете страни, продължил до началото на Втората китайско-японска война през 1937 година.